# 오픈나무
오픈나무 (공식 명칭: openNAMU, 한글 명칭: 오픈나무)는 나무위키에서 사용하는 비공개된 the seed engine (더 시드 엔진)을 대체하기 위해 오픈소스 라이선스로 사용할 수 있는 파이썬 기반 위키 엔진이다. 확인된 바로는 가장 오래된 버전은 2017.02.14에 1.5.8버전이 공개되었다. 나무위키와 같은 '나무마크' 문법을 사용하며, 나무위키 프런트엔드와 비슷하게 설계한 것이 특징이다.
파이썬 3.7 이상의 디바이스에서 이용 가능하다. 라즈베리 파이, 안드로이드에서도 동작이 가능하며, 파이썬 3을 구동하는 프로그램을 사용한다.
현재 소나위키, 시드위키 등에서 사용하고 있다.

## 같이 보기
- 미디어위키
- 모니위키
- 오픈 소스 라이선스
- 위키 소프트웨어 목록